# نورمن لاو
نورمن لاو (انگلیسی: Norman Low; ۲۳ مارس ۱۹۱۴ – ۲۱ مهٔ ۱۹۹۴) بازیکن فوتبال اهل بریتانیا بود.
از باشگاه‌هایی که در آن بازی کرده‌است می‌توان به باشگاه فوتبال نیوپورت کانتی، باشگاه فوتبال لیورپول، باشگاه فوتبال نوریچ سیتی، و باشگاه فوتبال اورتون اشاره کرد.